# Majoranapreis
Der Majoranapreis (englisch Majorana Prize) wurde jährlich durch das Electronic Journal of Theoretical Physics (EJTP) für hervorragende Beiträge zur Theoretischen Physik vergeben.  Er war nach Ettore Majorana benannt, einem italienischen Theoretischen Physiker, der vielversprechende Arbeiten über Neutrinomassen schrieb, und die Majoranagleichung aufstellte. Anlässlich des 100. Geburtstages von Majorana im Jahre 2006 etablierte das Electronic Journal of Theoretical Physics den Preis zum Gedächtnis an den sizilianischen Physiker und gab einen Spezialband über Majoranas Bedeutung für die moderne Physik heraus.
Der Preis wurde von 2006 bis 2012 jährlich in Form einer Majorana-Medaille an Forscher verliehen, die besondere Kreativität und Urteilsvermögen in mathematischer und theoretischer Physik bewiesen haben.
Der Preis wurde in drei verschiedenen Kategorien vergeben:
- Der hervorragendste Physiker
- Die beste Arbeit in einem Spezialband des EJTP
- Die beste EJTP-Arbeit

## Preisträger
- 2006: Erasmo Recami, Ennakkal Chandy George Sudarshan, Jason Zimba, Gordon W. Semenoff und Pasquale Sodano
- 2007: Lee Smolin, Eliano Pessa, Marcello Cini
- 2008: Geoffrey F. Chew, Hagen Kleinert, S. Esposito und G. Salesi, Giuseppe Vitiello, N. I. Farahat und W. I. Eshraim
- 2009: Mario Rasetti, J. P. Singh
- 2010: N. David Mermin, Igor Georgievitsch Tuluzov und Sergiy Melnyk, Robert Carroll
- 2012: Basil J. Hiley, Yasuhito Kaminaga